# Maria do Reino Unido
Maria, Duquesa de Gloucester e Edimburgo (em inglês: Mary; Londres, 25 de abril de 1776 – Londres, 30 de abril de 1857) foi a décima-primeira criança e quarta menina do rei Jorge III do Reino Unido e da rainha Carlota.

## Primeiros anos e adolescência

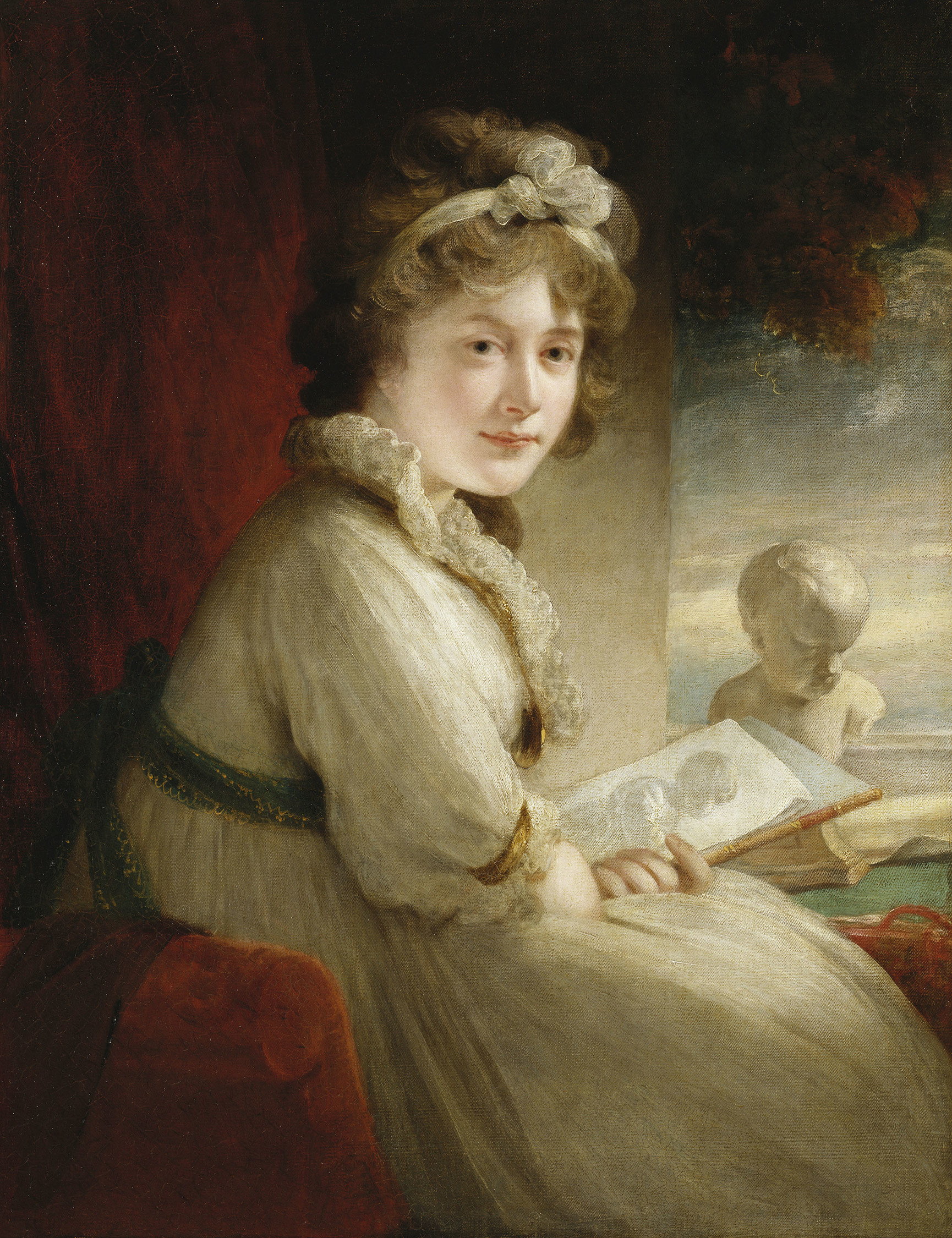
Maria ainda criança por William Beechey.

A princesa Maria nasceu no dia 25 de abril de 1776 na Casa de Buckingham em Londres. O seu pai era o monarca britânico reinante, Jorge III e sua mãe a rainha Carlota.
Maria foi baptizada a 19 de maio de 1776, na Grande Câmara do Conselho no Palácio de St. James por Frederick Cornwallis, o Arcebispo da Cantuária. Os seus padrinhos foram o conde Frederico III de Hesse-Cassel, seu primo em segundo-grau, representado na cerimónia pelo Conde de Hertford, a Duquesa de Saxe-Gota-Altenburg, esposa do seu primo em segundo-grau, representada pela Duquesa de Argyll, e a princesa Frederica de Hesse-Darmstadt, sua prima em terceiro grau, representada pela duquesa viúva de Effingham.
Maria dançou um minueto pela primeira vez em público quando tinha dezasseis anos, em Junho de 1791, durante um baile da corte dado em honra do aniversário do rei. Na primavera de 1792, Maria foi apresentada pela primeira vez à corte como debutante. Por volta de 1796, Maria apaixonou-se por Frederico, um príncipe holandês, quando ele e a família se encontravam em exílio em Londres. Frederico era filho de Guilherme V, Príncipe de Orange, o Stadthouder e irmão mais novo do futuro rei Guilherme I dos Países Baixos. Contudo, Frederico e Maria não tiveram permissão para casar porque Jorge III estipulou que as suas filhas mais velhas se tinham de casar primeiro que as mais novas. Em 1799, o príncipe Frederico morreu devido a uma infecção contraída enquanto prestava serviço militar no exército. Maria recebeu permissão para entrar em luto oficial.

## Casamento

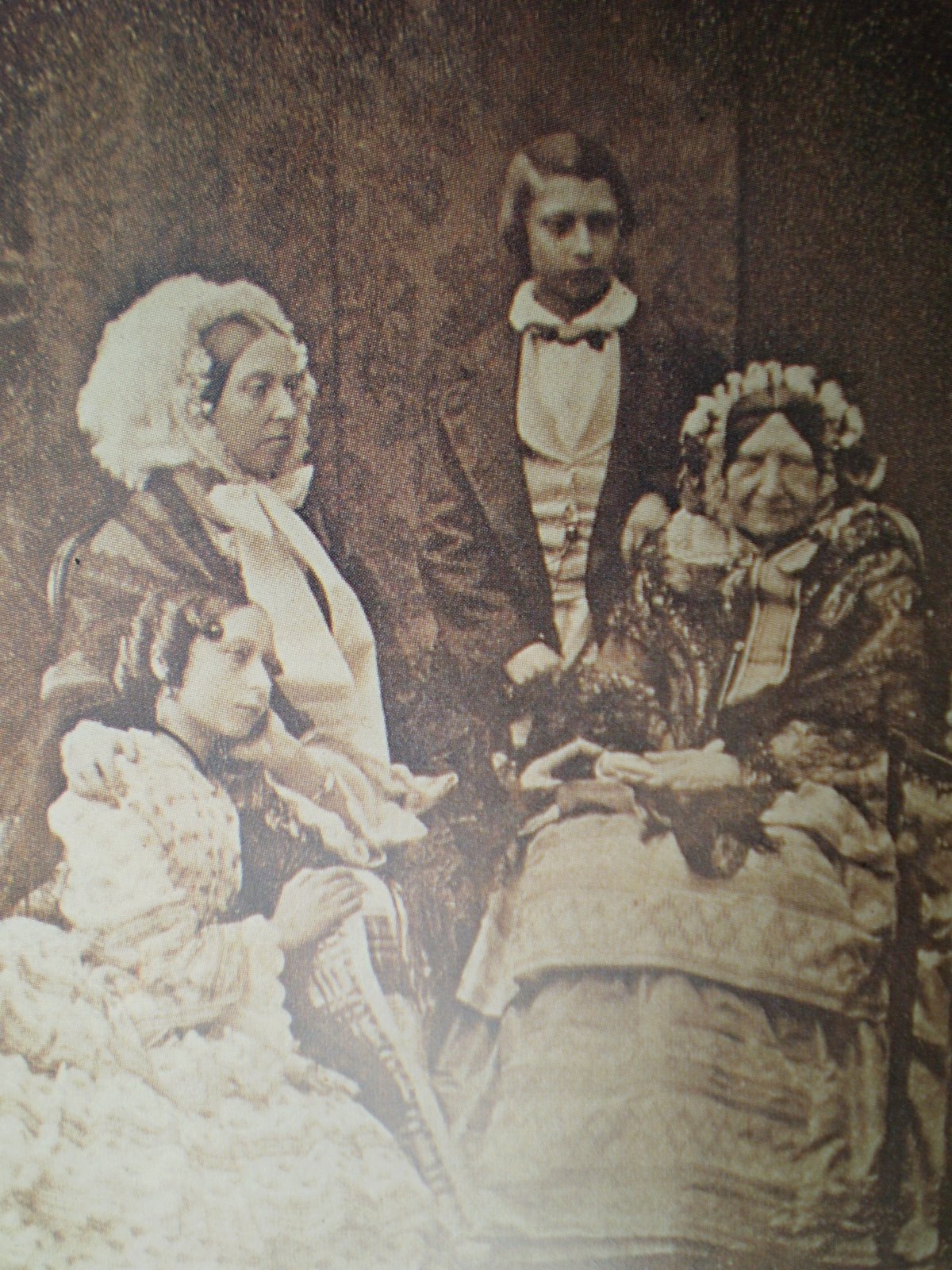
Maria com a sua sobrinha, a rainha Vitória e dois dos filhos dela, a princesa Alice e o príncipe Alberto Eduardo.

A educação de Maria foi muito protectora e ela passava a maioria do tempo com os seus pais e irmãs. O rei Jorge e a rainha Carlota tinham o hábito de proteger excessivamente os seus filhos, principalmente as meninas. Maria, no entanto, casou-se a 22 de julho de 1816 com o seu primo direito, o príncipe Guilherme Frederico, Duque de Gloucester e Edimburgo, na Capela Real do Palácio de St. James. No dia do casamento, o irmão de Maria, o príncipe-regente, elevou o tratamento do noivo de Alteza para Alteza Real, um atributo que já abrangia o estatuto de Maria.
O casal vivia em Bagshot Park, mas após a morte de Guilherme, ela mudou-se para a White Lodge em Richmond Park. Não tiveram filhos. Acreditava-se também que Maria era a tia favorita da rainha Vitória do Reino Unido.
Maria era muito chegada do seu irmão mais velho, Jorge IV e partilhava a sua antipatia pela esposa dele, a  duquesa Carolina de Brunswick. Quando a duquesa decidiu deixar a Inglaterra para se instalar na Itália, Maria felicitou o seu irmão pela sua “boa fortuna. Que os céus garantam que ela não regressa e que nunca mais a voltemos a ver.”
A princesa Maria foi a última sobrevivente dos quinze filhos, treze dos quais chegaram até à idade adulta. Tinha 81 anos quando morreu.